# Christella × invisa
Christella × invisa là một loài dương xỉ trong họ Thelypteridaceae. Loài này được Sw. Pic. Serm. mô tả khoa học đầu tiên năm 1977.